# 8917 Tianjindaxue
8917 Tianjindaxue è un asteroide della fascia principale. Scoperto nel 1996, presenta un'orbita caratterizzata da un semiasse maggiore pari a 3,4046190 au e da un'eccentricità di 0,1181431, inclinata di 15,48145° rispetto all'eclittica.